# Kriwoschin
Kriwoschin (belarussisch Крывошын, russisch Кривошин, litauisch Kryvošynas) ist ein Dorf im Rajon Ljachawitschy in der Oblast Brest in Belarus.

## Geografie
Kriwoschin liegt 20 km südwestlich der Stadt Ljachawitschy. Das Gebiet gehört zum Memel-Becken, am rechten Ufer des Flüsschens Lipnjanka, eines Nebenflusses der Schtschara. Unterhalb von Kriwoschin bildet der Lipnyanka-Damm einen kleinen Stausee.

## Geschichte
Die Geschichte von Kriwoschin ist eng mit der Geschichte des Gutes Repichawa verbunden, dessen Überreste sich neben dem modernen Kriwoschin befinden. Repichawa ist eine der ältesten Siedlungen in der Region, einige Quellen verbinden ihren Namen mit dem Sohn von Mindaugas I. 1481 wurde Repichawa in den Annalen des Großherzogtums Litauen als Besitz von Iwan Iljinitsch erwähnt. Der letzte Vertreter der Familie Iljinitsch, Juri, der 1569 ohne Erben starb, vermachte Nikolai Radziwill, der Sirotka, seinen gesamten Besitz. 1584 schenkte M. K. Radziwill das Dorf Repichawa den Jesuiten aus Neswisch.

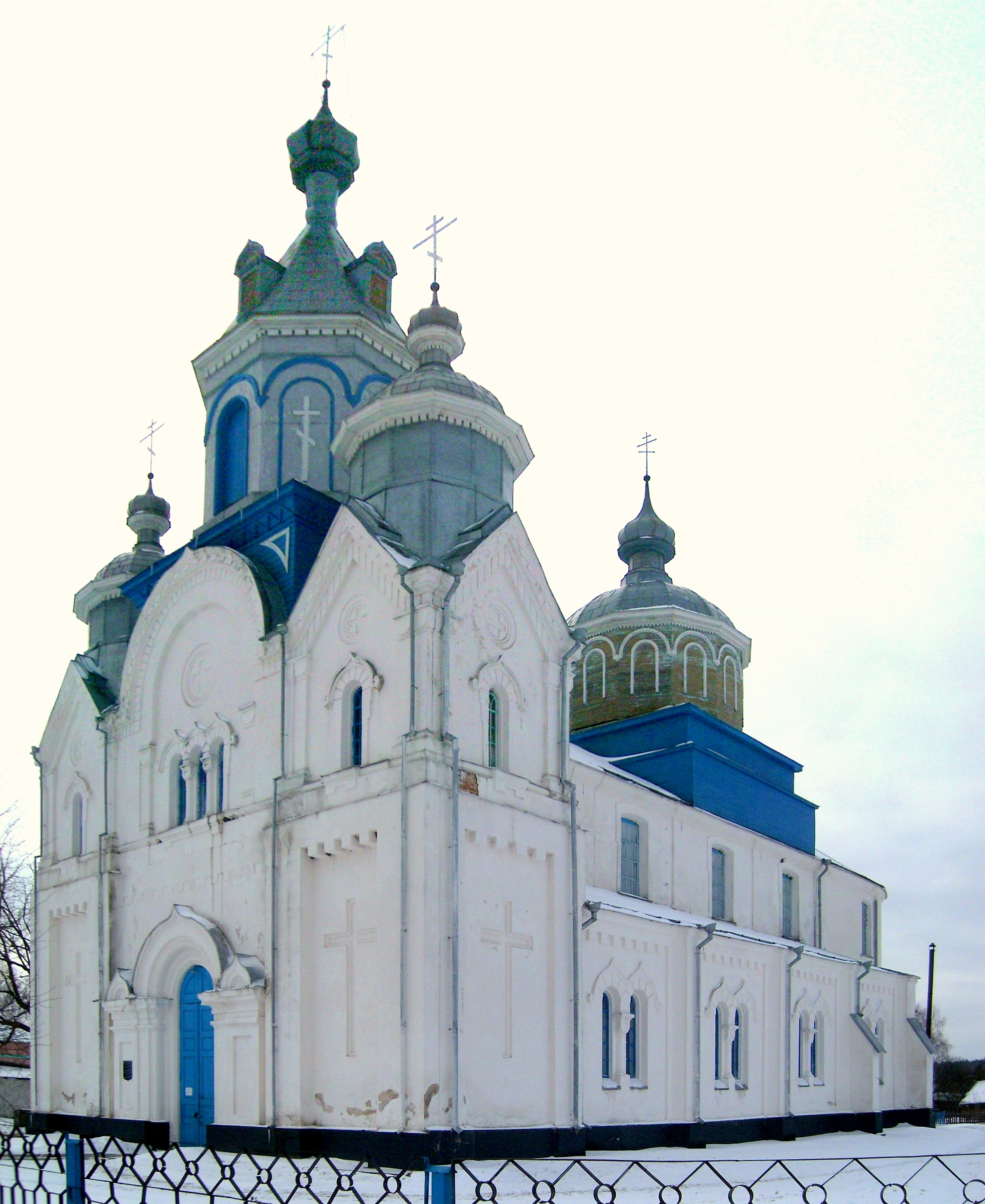
Katholisch/orthodoxe Barock-Steinkirche

Seit dem 17. Jahrhundert wird auch Kriwoschin neben der benachbarten Siedlung Repichawa erwähnt. 1670 bauten die Jesuiten in Kriwoschin eine Kirche, 1740 bauten sie an ihrer Stelle eine neue barocke katholische Steinkirche.
1772 übergab König Stanislaus II. August Poniatowski den Ort an A. Tyzenhauz, später ging das Gut in den Besitz des Adelsgeschlechts Potocki über.
Nach der zweiten Teilungen Polens (1793) gehörten Repichawa und Kriwoschin zum Russischen Reich und waren Teil des Nowogrudok-Distrikts der Provinz Minsk.
In den Jahren 1800–1809 verbrachte der Dichter Jan Czeczot auf dem Landgut Repichawa seine Kindheit.
In den 1860er Jahren wurde Graf K. K. Pototsky Besitzer des Gutes, der in der zweiten Hälfte des 19. Jahrhunderts ein neues Adelsgut errichtete und einen Landschaftspark anlegte.
Während des Januaraufstands von 1863 fand in der Nähe von Kriwoschin eine Schlacht zwischen den Rebellen unter dem Kommando von B. Miladousky und russischen Truppen statt. Nach der Niederschlagung des Aufstands wurde die katholische Kirche in Kriwoschin geschlossen und als orthodoxe Kirche wieder aufgebaut, wonach sie unter dem Namen Fürbittekirche geweiht wurde. Der Umbau brachte Züge des retrospektiv-russischen Stils in das barocke Gebäude ein.
Laut der Volkszählung von 1886 lebten in Kriwoschin 290 Einwohner.
Im Ersten Weltkrieg wurde die Gegend vom Deutschen Heer besetzt. Während des Krieges verlegte die in Brest-Litowsk stationierte, deutsche Militäreisenbahndirektion M.E.D. 6 eine militärische Feldbahn durch den Ort, die zum Transport von Soldaten, Nachschub und Munition betrieben wurde. Die etwa 75 km lange Feldbahn Baranowitschi–Kriwoschin–Lesnaja verlief parallel zur Front vom Anfangsbahnhof Baranowitschi über Grabowez, Wel Łuki, Sawin, Pod Sokolje und eine Myschankabrücke nach Kriwoschin und zum Anfangsbahnhof Lesnaja.
Gemäß dem Friedensvertrag von Riga (1921) wurde das Dorf Teil des Zwischenkriegspolens, seit 1939 lag es in der Weißrussischen Sozialistischen Sowjetrepublik. Die letzten Besitzer des Gutes waren in den 1930er Jahren Graf Jaroslaw Potocki und seine Frau Irina.